# 大波斯特维茨
大波斯特维茨（德語：Großpostwitz）是德国萨克森州的市镇，隶属于包岑县。总面积为16.48平方千米，截至2023年12月31日总人口为2,690人。